# Cribrohantkenina
Cribrohantkenina es un género de foraminífero planctónico de la Familia Hantkeninidae, de la Superfamilia Hantkeninoidea, del Suborden Globigerinina y del Orden Globigerinida. Su especie-tipo es Hantkenina (Cibrohantkenina) bermudezi. Su rango cronoestratigráfico abarca el Priaboniense superior (Eoceno superior).

## Descripción
Cribrohantkenina incluía especies con conchas planiespiraladas, involuta, de forma biumbilicada biconvexa a estrellada; sus cámaras eran globulares a ovoidales, con una tubuloespina gruesa que parte desde la parte anterior de cada cámara; las tubuloespinas estaban huecas, con terminación punteaguda y un diminuto poro distal, y podían tener una ornamentación de estrías helicoidales; sus suturas intercamerales eran incididas y rectas; su contorno ecuatorial era lobulado, típicamente estrellado por las tubuloespinas; su periferia era redondeada a subaguda, pero nunca desarrolla carena; el ombligo era moderamente amplio; su abertura principal era interiomarginal y ecuatorial en el estadio juvenil, protegida por un pórtico con solapas laterales; en el estadio adulto, se desarrolla un abertura múltiple areal (cribada) con aberturas secundarias de forma redondeada o irregular, cada una de las cuales está rodeado por un labio estrecho y elevado; los labios de las aberturas podían ser protuberantes y formar una placa poral que cubría toda el área apertural, con pared lisa entre las aberturas; las aberturas secundarias podían estar rellanadas con calcita secundaria en los individuos gerónticos; presentaban pared calcítica hialina, perforada con poros cilíndricos y superficie lisa o puntuada.

## Paleoecología
Cribrohantkenina incluía especies con un modo de vida planctónico, de distribución latitudinal preferentemente tropical-subtropical, y habitantes pelágicos de aguas intermedias (medio mesopelágico superior).

## Clasificación
Cribrohantkenina incluye a la siguiente especie:
- Cribrohantkenina bermudezi †
- Cribrohantkenina inflata †
- Cribrohantkenina lazzarii †